# Golfo Dulce
Koordinaten: 8° 34′ 59″ N, 83° 15′ 45″ W

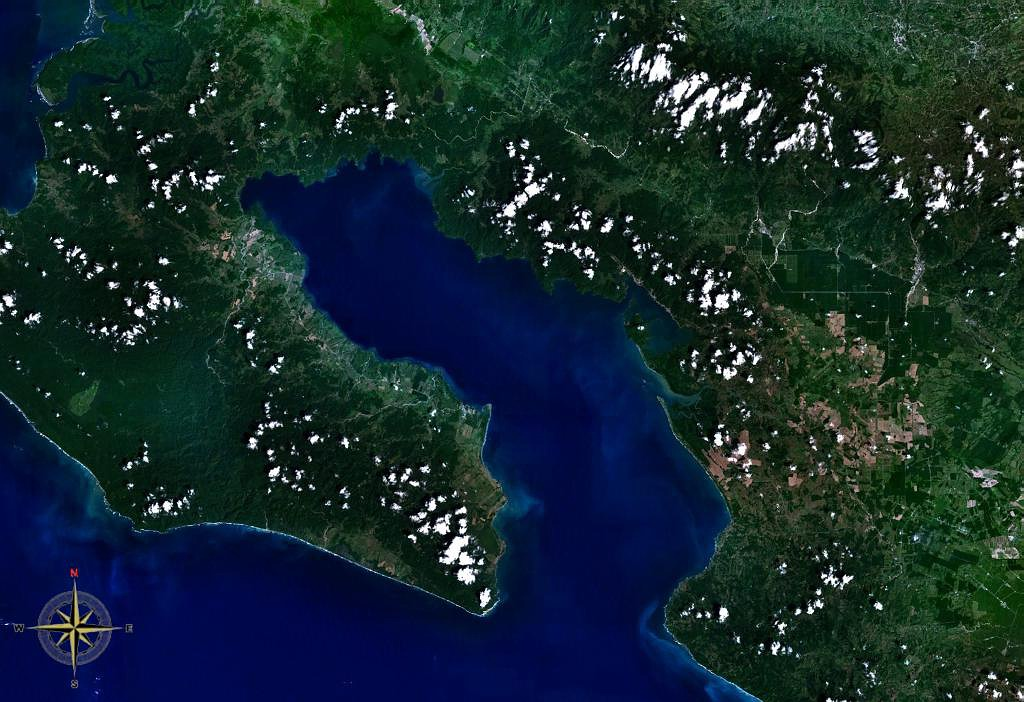
Der Golfo Dulce

Der Golfo Dulce (wörtlich „Süßer Meerbusen“) ist eine Bucht in Costa Rica. Er beginnt auf der Pazifikseite Costa Ricas und verläuft in leicht nördliche Richtung, bevor er sich nach Westen wendet. Am westlichsten Abschnitt liegt die Stadt Rincón, im Norden Golfito.
Die Bucht trennt die Halbinsel Osa vom Festland von Costa Rica.